# Indigofera banii
Indigofera banii là một loài thực vật có hoa trong họ Đậu. Loài này được N.D.Khoi & Yakovlev miêu tả khoa học đầu tiên.